# Delfine Persoon
Delfine Persoon (* 14. Januar 1985 in Moorslede) ist eine belgische Profiboxerin und ehemalige Weltmeisterin der IBF und WBC im Leichtgewicht. Sie wird vom Ring Magazine auf Platz 5 der besten Boxerinnen der Welt, ungeachtet der Gewichtsklassen, geführt (Pound for pound, Stand: August 2021).

## Boxkarriere
Delfine Persoon trainiert im Boxclub Lichtervelde und gewann zwischen 2008 und 2009 all ihre zwölf Amateurkämpfe, wobei sie im April 2009 Belgische Meisterin im Leichtgewicht wurde. Am 23. Mai 2009 bestritt sie ihren ersten Profikampf. Ihr Trainer und Manager ist Filiep Tampere.
Bis Mitte 2019 gewann sie 43 von 44 Kämpfen im Leichtgewicht, wurde am 5. März 2011 EBU-Europameisterin, am 21. September 2012 IBF-Weltmeisterin (TKO-Sieg gegen Erin McGowan) und am 20. April 2014 WBC-Weltmeisterin (Punktsieg gegen Érica Farías), zudem gelangen ihr neun WBC-Titelverteidigungen, darunter gegen Maïva Hamadouche und Christina Linardatou. 
Am 1. Juni 2019 boxte sie als WBC-Titelträgerin gegen die irische IBF-, WBO- und WBA-Weltmeisterin Katie Taylor, verlor den Kampf jedoch im Madison Square Garden von New York City durch Mehrheitsentscheidung nach Punkten (95:95, 94:96, 94:96). Den Rückkampf gegen Taylor um die vier Titel verlor sie am 22. August 2020 einstimmig (93:98, 94:96, 94:96).
Am 27. September 2024 boxte sie um die WM-Titel der IBF, IBO, WBA, WBC und WBO gegen Alycia Baumgardner, wobei der Kampf nach einem Zusammenprall der Köpfe aufgrund einer tiefen Cutverletzung an der rechten Augenbraue bei Persoon vor dem Ende der vierten Runde abgebrochen und daher wertungslos beurteilt wurde.

## Sonstiges
Delfine Persoon war vor dem Boxen in der Sportart Judo aktiv, wo sie 2001 Belgische Meisterin der Kadetten (–52 kg) und 2002 Belgische Meisterin der Junioren (–52 kg) wurde. Weitere Erfolge waren der Gewinn der British Cadets Open 2001, des Ben Mesters Geleen Events 2002 und des Wilrijk International Events 2003. Ihre Karriere beendete sie aufgrund einer Rückenverletzung.
Persoon arbeitet als Polizistin in Westflandern.